# Хорошие дети не плачут
«Хорошие дети не плачут» (нидерл. Achtste Groepers Huilen Niet) — нидерландская семейная драма 2012 года, снятая режиссёром Денисом Ботсом по сюжету книги нидерландского писателя Жака Вринса «Шестиклассники не плачут». В 2014 году норвежский режиссёр Катарина Лаунь сняла ремейк под названием Kule kidz gråter ikke (Крутые дети не плачут).

## Сюжет
Шестиклассница Экки не очень хорошо учится, но отлично играет в футбол, несмотря на мнение одноклассника Йоэпа, что футбол не для девочек. Их учительница Инна планирует организовать участие в футбольном турнире. Экки тоже хочет участвовать, но неожиданно она узнаёт, что у неё лейкемия. Одноклассники, учителя и родители  оказывают ей поддержку, и Экки, несмотря на болезнь, продолжает играть в футбол  и радоваться жизни, веря, что её смогут вылечить.  Перед турниром Экки с одноклассниками  едет в тренировочный лагерь. Во время игры в прятки девочка забирается на дерево и не может с него слезть. Слезть ей помогает Йоэп. Этот кульминационный момент рождает романтические чувства между ними. Болезнь Экки начинает прогрессировать и добирается до мозга. Девочку опять кладут в больницу, но, к сожалению, становится понятно, что ей ничем нельзя помочь. Экки умирает, успев перед смертью увидеть футбольный матч, который специально для неё организовали во дворе больницы одноклассники. На турнире в память об Экки  Йоэп надевает футболку со счастливым номером Экки, подруга Экки Элиза забивает гол, и команда  выигрывает матч.

## В ролях
- Ханна Оббек — Экки
- Нильс Веркойен — Йоэп
- Брам Флик — Лауренс
- Ева ван дер Гюхт — учительница Инна
- Лук Петерс — усатый доктор
- Йоханна тер Стехе — мать Экки
- Рейну Буссемакер — отец Экки
- Крис Комвалиус — Афида
- Фиона Ливингстон — Элиза

## Награды и номинации
| Награды и номинации | Награды и номинации                                        | Награды и номинации                                         | Награды и номинации | Награды и номинации |
| Год                 | Награда                                                    | Категория                                                   | Итог                |                     |
| ------------------- | ---------------------------------------------------------- | ----------------------------------------------------------- | ------------------- | ------------------- |
| 2012                | Golden and Platin Film                                     | Golden Film                                                 | Победа              |                     |
| 2012                | Nederlands Film Festival                                   | Golden Calf (Приз зрительских симпатий)                     | Победа              |                     |
| 2013                | Rembrandt Awards                                           | Лучший молодежный фильм (Деннис Ботс)                       | Победа              |                     |
| 2013                | Rembrandt Awards                                           | Лучшая голландская актриса (Ханна Оббек)                    | Номинация           |                     |
| 2012                | Toronto Sprockets International Film Festival for Children | Приз зрительских симпатий как «Лучший художественный фильм» | Победа              |                     |